# 田氏代齐
田氏代齐，又称田成子取齐，指中國歷史上战国初年媯姓田氏篡奪姜姓成为齐国諸侯的事件。前481年，田成子殺齊簡公，立齊平公，自掌政權，此時田氏的封邑，已經大於直屬齊國的領土。前389年，天子周安王正式册命田和为諸侯，國號亦稱齊國，是為田齐。前379年齐康公死，姜齐宗廟绝祀，被田齐完全取代。

## 奔齐
齐桓公十四年，陈国内乱，公子完为避祸奔逃至齐国。齐桓公欲封公子完为卿，公子完不受，只接受工正之职。陈公子完，妫姓，至齐国后改為田氏，为齐国田氏之祖。

## 兴起
前545年，田完四世孙田桓子与鲍氏、栾氏、高氏等世族合力消灭当国的庆氏，之后田氏、鲍氏合作，灭栾氏、高氏二氏。
田桓子对齐国宗室“凡公子、公孙之无禄者，私分之邑”，对国人“之贫均孤寡者，私与之粟”，取得宗室与国人的支持。
齐景公时，公家腐败。田桓子之子田乞（田僖子）用大斗借出、小斗回收，使“齐之民归之如流水”，增加了户口与实力。是谓“公弃其民，而归于田氏”。
前489年，齐景公死，齐国宗室国、高二氏立公子荼，即晏孺子，田乞逐国、高二氏，另立公子阳生，即齊悼公，自立为相。从此田氏掌握齐国国政。

## 代齐
前481年，田乞之子田恒（田成子）杀齐简公（齊悼公之子）与诸多公族宗室，另立齐平公，进一步把持政权，又以“修公行赏”争取民心。
前391年，田完十世孙田和废齐康公。前386年，田和自立为国君，流放齐康公于海岛上。
前386年，周安王正式册命田和为齐侯。
前379年，齐康公死，姜太公香火斷絕。田氏仍以“齐”作为国号，史称“田齐”。史家遂稱姜姓時期的齊國為「姜齊」，乃作分別。